# NGC 4564
NGC 4564 ist eine elliptische Galaxie vom Hubble-Typ E6 im Sternbild Jungfrau nördlich der Ekliptik. Sie ist schätzungsweise 49 Millionen Lichtjahre von der Milchstraße entfernt und hat einen Durchmesser von etwa 50.000 Lichtjahren. Unter der Katalognummer VVC 1664 als Mitglied des Virgo-Galaxienhaufens gelistet.

Im selben Himmelsareal befinden sich u. a. die Galaxien NGC 4567, NGC 4568, IC 3542, IC 3573.
Die Typ-Ia-Supernova SN 1961H wurde hier beobachtet.
Das Objekt wurde am 15. März 1784 von Wilhelm Herschel entdeckt.